# Anopheles apoci
Anopheles apoci är en tvåvingeart som beskrevs av Marsh 1933. Anopheles apoci ingår i släktet Anopheles och familjen stickmyggor. Inga underarter finns listade i Catalogue of Life.